# World Outside
World Outside è il settimo album in studio del gruppo musicale britannico The Psychedelic Furs, pubblicato nel 1991.

## Tracce
1. Valentine – 4:47
2. In My Head – 3:30
3. Until She Comes – 3:50
4. Don't Be a Girl – 3:46
5. Sometimes – 4:14
6. Tearing Down – 5:22
7. There's a World – 4:45
8. Get a Room – 3:45
9. Better Days – 4:32
10. All About You – 4:01

## Formazione
- Richard Butler – voce
- Tim Butler – basso
- John Ashton – chitarra
- Don Yallech – batteria
- Knox Chandler – chitarra
- Joe McGinty – tastiera